# Miriam Vogt
Pour les articles homonymes, voir Vogt.
Miriam Vogt, née le 20 mars 1967 à Starnberg, est une ancienne skieuse alpine allemande.

## Championnats du monde
- Championnats du monde de 1993 à Morioka (Japon) :
  -  Médaille d'or en Combiné

## Coupe du monde
- Meilleur résultat au classement général : 4e en 1993
  - 1 victoire : 1 descente

### Saison par saison
- Coupe du monde 1986 :
  - Classement général : 67e
- Coupe du monde 1987 :
  - Classement général : 77e
- Coupe du monde 1988 :
  - Classement général : 52e
- Coupe du monde 1990 :
  - Classement général : 26e
- Coupe du monde 1991 :
  - Classement général : 27e
- Coupe du monde 1992 :
  - Classement général : 8e
- Coupe du monde 1993 :
  - Classement général : 4e
    - 1 victoire en descente : Vail
- Coupe du monde 1994 :
  - Classement général : 38e
- Coupe du monde 1995 :
  - Classement général : 51e
- Coupe du monde 1996 :
  - Classement général : 30e
- Coupe du monde 1997 :
  - Classement général : 37e
- Coupe du monde 1998 :
  - Classement général : 56e

## Arlberg-Kandahar
- Meilleur résultat : 2e place du combiné 1993 à Cortina d’Ampezzo